# Saint-David (Quebec)
Saint-David es un municipio de la provincia de Quebec en Canadá. Está ubicado en el municipio regional de condado de Pierre-De Saurel y a su vez, en la región de Montérégie-Est. Hace parte de las circunscripciones electorales de Nicolet-Yamaska a nivel provincial y de Richelieu a nivel federal.

## Geografía
Saint-David se encuentra ubicada en las coordenadas 45°57′00″N 72°51′00″O / 45.95000, -72.85000. Según Statistics Canada, tiene una superficie total de 92,86 km² y es una de las 1134 localidades en las que está dividido administrativamente el territorio de la provincia de Quebec.

## Demografía
Según el censo de 2011, había 832 personas residiendo en este municipio con una densidad poblacional de 9 hab./km². Los datos del censo mostraron que de las 794 personas censadas en 2006, en 2011 hubo un aumento poblacional de 38 habitantes (4,8%). El número total de inmuebles particulares resultó de 387 con una densidad de 4,17 inmuebles por km². El número total de viviendas particulares que se encontraban ocupadas por residentes habituales fue de 365.